# Правда — хорошо, а счастье лучше
«Правда — хорошо, а счастье лучше» (первоначальное название «Наливные яблоки») — комедия в четырёх действиях Александра Островского. Работа над комедией была закончена в ноябре 1876 года. Напечатана в журнале «Отечественные записки», № 1, 1877 года. Пьесу Островский написал в 1876 году к бенефису своего друга, актёра Николая Музиля.
Премьера состоялась |18 (30) ноября 1876 в Малом театре (под названием «Наливные яблоки», которое до сих пор используется некоторыми театрами при постановке) в Петербурге, на сцене Александринского театра, — 22 ноября того же года, в бенефис артиста Бурдина.

## Действующие лица
- Амос Панфилыч Барабошев, купец, лет за 40, вдовый.
- Мавра Тарасовна, его мать, полная и ещё довольно свежая старуха, лет за 60, одевается по-старинному, но богато, в речах и поступках важность и строгость.
- Поликсена, дочь Барабошева, молодая девушка.
- Филицата, старая нянька Поликсены.
- Никандр Мухояров, приказчик Барабошева, лет 30.
- Глеб Меркулыч, садовник.
- Палагея Григорьевна Зыбкина, бедная женщина, вдова.
- Платон, её сын, молодой человек.
- Сила Ерофеич Грознов, отставной унтер-офицер, лет 70, в новом очень широком мундире старой формы, вся грудь увешана медалями, на рукавах нашивки, фуражка тёплая.